# Vera Motor Car Company
Vera Motor Car Company war ein US-amerikanischer Hersteller von Automobilen.

## Unternehmensgeschichte
Das Unternehmen wurde 1912 in Providence in Rhode Island von Personen gegründet, die bereits viel Erfahrung bei anderen Unternehmen gesammelt hatten. Der Präsident Johns H. Congdon war vorher bei der Congdon & Carpenter Company tätig, sowohl der Vizepräsident und Generaldirektor S. J. Greene als auch der Schatzmeister F. D. Simmons bei der Eastern Coal Company, der Designer F. V. Cooke bei Packard, der Designer H. J. Willard sowie der Produktionsleiter William J. Harris bei der American Locomotive Company. Die Produktion von Automobilen begann. Der Markenname lautete Vera. Im gleichen Jahr endete die Produktion.

## Fahrzeuge
Das einzige Modell war der 60 HP. Er hatte einen Sechszylindermotor. Zur Wahl standen Roadster und Tourenwagen.